# 一条家経
一条 家経（いちじょう いえつね）は、鎌倉時代中期の公卿。関白・一条実経の長男。官位は従一位・左大臣。一条家2代当主。正字では一條家經。号に後光明峯寺関白。

## 略歴
宝治2年（1248年）、一条実経の子として京に誕生。左近衛中将のち、正嘉元年（1257年）11月10日に従三位となる。その後、正嘉3年（1259年）に正三位・権中納言に叙任され、同年中に従二位に昇叙。弘長2年（1262年）には正二位・権大納言に叙任された。
文永4年（1267年）内大臣、文永5年12月（1269年1月）右大臣、文永6年（1269年）に左大臣と昇り、文永7年（1270年）1月5日には従一位となる。文永11年（1274年）、後宇多天皇の摂政になるが、翌年辞職。永仁元年12月（1294年1月）に薨御。享年46。
勅撰和歌集入首。建治元年（1275年）に、『摂政家月十首歌合』を開く。

## 官歴
- 左近衛中将
- 正嘉元年（1257年）11月10日：従三位（左中將如元）
- 正嘉3年（1259年）正月21日：権中納言
- 正嘉3年（1259年）正月22日：正三位
- 正元元年（1259年）閏10月15日：従二位
- 弘長2年（1262年）正月20日：正二位
- 弘長2年（1262年）正月26日：権大納言
- 文永2年（1265年）11月8日：左近衛大将
- 文永2年12月2日（1266年1月）：左馬寮御監
- 文永4年（1267年）正月27日：任大臣宣旨
- 文永4年（1267年）2月13日：内大臣
- 文永5年12月2日（1269年1月）：右大臣
- 文永6年（1269年）4月23日：左大臣
- 文永6年（1269年）4月27日：左近大将還宣旨
- 文永7年（1270年）正月5日：従一位
- 文永11年（1274年）6月20日：摂政
- 文永11年（1274年）7月17日：辞大将 賜兵仗
- 文永11年（1274年）10月16日：賜内舎人随身
- 建治元年（1275年）10月21日：止職
- 建治元年（1275年）：辞内舎人随身

## 系譜
- 父：一条実経
- 母：右中将坊門有信の娘または大炊御門家嗣娘
- 妻：松殿良嗣の娘・亀山院女房新大納言
  - 男子：一条内実（1276-1305）
  - 男子：一条冬実（1278-1343）
- 妻：園基氏の娘
  - 次男：一条家房（1270-）[1]
- 妻：平高望の娘
  - 男子：厳家
- 妻：藤原親成の娘
  - 男子：慈深（-1348） - 青蓮院14代門主
- 生母不明の子女
  - 男子：尋覚（-1353）
  - 男子：道済
  - 男子：道昭（1281-1356）
  - 男子：経厳
  - 男子：良慶（1291-1360）
- 猶子
  - 男子：松殿冬房